# Warburg
Warburg är en vitt utgrenad släkt av judisk börd med rötter i Venedig och känd från 1500-talet. Bosatt i Tyskland, företrädesvis Altona och Hamburg, samt i Danmark, England och USA. Den svenska grenen inflyttade till Sverige på 1790-talet med köpmannen Simon Elias Warburg.

## Kända medlemmar (urval)

### Tyskland & USA
- Moses Marcus Warburg (1763–1830), tillsammans med sin broder Gerson Warburg (1765–1825) grundare av investmentbanken M. M. Warburg & Co. 1798.
  - Sara Warburg (1805–1884), gift med sin kusin Abraham Samuel Warburg (1798–1856).
    - Siegmund Warburg (1835–1889)
      - Abraham Samuel Warburg (1864–1933)
      - Georg Gabriel Warburg (1871–1923)
        - Siegmund George Warburg (1902–1982), gift med svenska Eva Maria Philipson och i exil i London grundare av S. G. Warburg & Co, idag en del av UBS.

    - Moritz M. Warburg (1838–1910)
      - Abraham M. Warburg (1866–1929), konst- och kulturhistoriker.
      - Max M. Warburg (1867–1946), bankir.
        - Eric M. Warburg (1900–1990), levde under andra världskriget i USA där han var medgrundare till private equity-bolaget Warburg Pincus.

      - Paul M. Warburg (1868–1932), bankir som emigrerade till USA och där bl.a. medverkade till grundandet av den amerikanska centralbanken Federal Reserve.
        - James Warburg (1897–1969), nationalekonom, bankir och rådgivare till Franklin D. Roosevelt.

      - Felix M. Warburg (1871–1937), bankir och filantrop i USA, dit han emigrerat från Tyskland.
      - Fritz M. Warburg (1879–1962), gift med svenska Anna Josephson född i släkten Josephson. Levde i Sverige under både första och andra världskriget. Föräldrar till Eva Warburg som arbetade från Stockholm för att rädda barn från Nazityskland.[1]

### Tyskland
- Emil Gabriel Warburg (1846–1931)
- Otto Warburg (1859–1938)
- Otto Warburg (1883–1970)

### Sverige
- Simon Elias Warburg (1760–1828), inflyttad till Göteborg på 1790-talet som köpman och medgrundare till den judiska församlingen i staden.[2]
  - Rachel Warburg (1796–1885), hustru till Samuel Henriques, medlem av den prominent judisk familj Henriques i Göteborg.
  - Rosa Warburg (1799–1874), hustru till den judiske fabrikanten Levy Fürstenberg och mor till den kände konstmecenaten Pontus Fürstenberg.
  - Samuel Warburg (1800–1881), grosshandlare, nationalekonom  och tillsammans med sin broder Michael Simon en av de första svenska judarna i statlig tjänst såsom fullmäktig för Riksgälden i Göteborg.[3]
    - Frederick Elias Warburg (1832–1899), flyttade till London och var bl.a. medgrundare till Central London Electric Railway[4]
      - Sir Oscar Emanuel Warburg (1876–1937), lokalpolitiker i London bl.a. ordförande för London County Council. Adlad för sina politiska insatser.[5]
        - Edmund Frederic Warburg (1908–1966), botaniker som fått Warburg Nature Reserve uppkallat efter sig.

    - Carl Simon Warburg (1835–1865), forskare och skriftställare.

  - Jeanna Warburg (1805–1879), hustru till Emanuel Lazarus Magnus, grosshandlare och medlem av den kända Göteborgsfamiljen Magnus.
  - Michael Simon Warburg (1802–1868), grosshandlare i Göteborg och tillsammans med sin broder Samuel en av de första svenska judarna i statlig tjänst.[4]
    - Simon Elias Warburg (1840–1899), generalkonsul och medgrundare av Börssällskapet i Göteborg.[6]
    - Emelie Elisabeth Warburg (1842–1903), genom giftermål i släkten Leman och svägerska till Philip Leman.
    - Karl Johan Warburg (1852–1918), professor, litteraturhistoriker och politiker. 
      - Maud Viola Warburg (1894–1962), gift med regissören och skådespelaren Ragnar Hyltén-Cavallius.

  - Gustaf Simon Warburg (1814–1872), snickarmästare och tillsammans med August Bark grundare av snickerifabriken Bark & Warburg i Göteborg.[7]